# Hekla (Schiff, 1882–1913)
Die Hekla war ein Torpedoboot der königlich niederländischen Marine. 
Das Boot wurde 1881 auf der Werft Yarrow & Co. auf der Isle of Dogs in Poplar, London, als Spierentorpedoboot gebaut, während des Baus mit der Bezeichnung Nr. XXI, und 1882 als Torpedoboot 2. Klasse Hekla in Dienst gestellt. Die Baukosten betrugen 104.404 Gulden. Das einzige Schwesterschiff, die Etna, wurde 1882 auf der gleichen Werft als Nr. XXII gebaut und ebenfalls 1882 in Dienst gestellt.
Die Boote waren 31,40 m lang und 3,81 m breit, hatten 1,68 m Tiefgang und verdrängten maximal 46 Tonnen. Eine Dampfmaschine mit einem Lokomotivkessel ergab 550 PSi und über eine Schraube eine Höchstgeschwindigkeit von 21,4 kn. Der Bunkervorrat von 5 Tonnen erlaubte eine Fahrtstrecke von 560 sm bei 10 kn Marschgeschwindigkeit. Die Bewaffnung bestand ursprünglich aus zwei 35,6-cm-Spierentorpedos auf dem Bug und zwei 3,7-cm-Hotchkiss-37/20-Kanonen in Einzelaufstellungen auf dem Mittelschiff. Die Spieren wurden 1885 bei Yarrow & Co. durch zwei Torpedorohre ersetzt. Die Besatzung zählte 13–15 Mann. Anfangs waren die beiden Boote sogar noch mit Segeln ausgestattet, die erst 1893 entfernt wurden. 
Die beiden Boote wurde 1891 zu Torpedobooten 1. Klasse umklassifiziert. Von 1907 bis 1913 war die Hekla der im Aufbau befindlichen niederländischen U-Boot-Waffe beigeordnet. Ihre Aufgaben waren die Begleitung und Sicherung getauchter U-Boote, das Einbringen abgeschossener Übungstorpedos und die Ausbildung von U-Boot-Personal.
Die Hekla wurde 1913 außer Dienst gestellt, die Etna bereits ein Jahr zuvor.